# Джохк
Джо́хк (арм. Դժոխք) — в древнеармянской мифологии подземелье, посмертное место наказания грешников. Богом Джохка являлся Спандарамет.
Грешники, идя по Мазе Камурджу скользят и попадают в Огненную реку (Кракабоц гет), которая и ведёт их в Джохк, а праведники проходят по мосту и попадают в Драхт (Рай).
При рождении человека дух смерти Грох записывает на лбу человек его судьбу, которую изначально предопределяет Бахт. На протяжении всей жизни человека Грох отмечает в своей книге его грехи и благие поступки, которые должны быть сообщены на Божьем Суде.
Воротами в Джохк была местность, где стояли идолы богов Деметра и Гисане.